# Cercosaura ocellata
Cercosaura ocellata är en ödleart som beskrevs av  Johann Georg Wagler 1830. Cercosaura ocellata ingår i släktet Cercosaura och familjen Gymnophthalmidae.

## Underarter
Arten delas in i följande underarter:
- C. o. ocellata
- C. o. bassleri
- C. o. petersi